# 蝋管

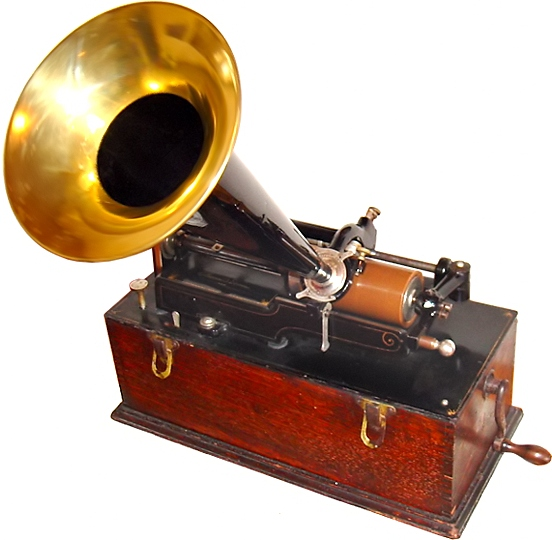
エジソンによる1899年頃の蝋管蓄音機。

蝋管 (英: wax cylinder) とは、音を録音して再生するための商業的媒体として最初期のもの。1896年 - 1915年に最も広く普及しており、その頃は一般に「レコード」とだけ呼ばれていた。中空になった円筒形の物体（シリンダー）であり、外面に録音内容を音溝として刻み込み、蝋管型蓄音機に取り付けて再生する。1910年代には、蝋管と競合していた円盤状レコードが市場で勝利をおさめ、商業的な音楽媒体の主流となった。

## 開発当初
1877年7月18日、トーマス・エジソンと彼のチームは蓄音機を発明した。エジソンが明瞭な音の録音と再生に初めて成功したのは12月初頭のことで、手回し式の金属シリンダー表面に溝を掘り、その上に巻きつけた薄いスズ箔に音を記録していた。スズ箔はコスト面でも音質面でも実用的な記録媒体ではなく、粗製の手回し蓄音機は物珍しい玩具として売られたのみで、利益は無いも同然だった。その後エジソンは実用的な白熱電球の開発に移り、録音技術の次なる改良は他の人物により行われた。
ボルタ研究所での7年間の研究と実験を経て、チャールズ・サムナー・テンター、アレクサンダー・グラハム・ベル、チチェスター・ベルは紙筒にワックス（蝋）を塗って記録媒体とし、凹みを付けるのではなく彫り込むことで録音を行った。テンターらの「グラフォフォン (graphophone)」システムは1887年に米国議会の議事記録係によって試験的に採用され、後にディクタフォン・コーポレーションにより商業用に生産された。このシステムがエジソンの代理人の前で実演されると、エジソンはすぐに蓄音機に関する研究を再開した。彼が最終的にたどり着いた記録媒体は全体をワックスで作った分厚い筒で、表面を削ることで何度も再利用することができた。グラフォフォンとエジソンの「パーフェクテッド・フォノグラフ（Perfected Phonograph,「完成形の蓄音機」）」はともに1888年に商品化された。最終的に特許を共有する契約が結ばれ、紙筒にワックスをコーティングする方式は廃止されて、エジソンによる一体成形の蝋管方式が共通の標準フォーマットとなった。
1885年からは録音済みの蝋管が売られ始めた。プロによる歌や器楽曲、ユーモラスなモノローグを録音したものだった。当初の顧客はアーケードや居酒屋に設置されていたニッケル・イン・ザ・スロットマシン（最初のジュークボックス）の所有者だけであったが、年を追うごとに蓄音機の個人所有者が多くの蝋管を買って家庭で楽しむようになった。再生装置の心棒に蝋管を付け外しするのは容易だった。初期の管は録音時間が2分間で、約120 rpmの速さで再生された。それらは比較的柔らかい種類のワックスで作られており、何十回か再生すると摩耗してしまった。購入者は専用の仕組みを用いて蝋管の表面を削り、滑らかにしてから再び録音した。
1880年代末から90年代にかけて販売された蝋管型蓄音機には録音機構が付属するのが普通だった。再生だけでなく録音が可能なことは、1890年代の終わりに量販市場に出た安価なディスクレコード型蓄音機との競争において利点となった。ディスク型蓄音機は録音済みの音を再生するためにしか使えなかった。
蓄音機産業のごく初期には、シリンダー型レコードの録音方式で互換性のないものが多数生み出されて競合していた。1880年代後半になって、エジソン・レコーズ、コロムビア・フォノグラフや他の企業により標準方式が決められた。標準の蝋管は長さ 4インチ (10 cm)、直径2+1⁄4インチ (5.7 cm)、再生時間2分間であった。
年月が経つうちに、蝋管のワックスは硬いものに変更され、音質を落とさずに100回以上再生できるようになった。1902年、エジソン・レコーズは硬さを向上させた蝋管のラインを立ち上げ、「エジソン・ゴールド・モールデッド・レコーズ」の名で販売した。このときエジソンが、マスターとなる管から取った型（モールド）を用いて数百本の管を生産するプロセスを発明したことは大きな進歩だった。このプロセスは加工中に金電極から金の蒸気が発生したことから「ゴールド・モールデッド」と呼ばれた。
黎明期の蝋管は一本ごとに生音源から録音しなければならず、記録媒体とされた茶色の柔らかいワックスはわずか20回再生しただけで摩耗してしまった。時代が進むと、再生用と録音用の蓄音機をゴムチューブで連結したり、パントグラフを利用することで蝋管の複製ができるようになった。複製管の音質は最高とはいかなかったが、商品としては十分であった。

## 商用パッケージ
蝋管は厚紙の筒に入れて売られた。筒の両端には厚紙のキャップが被せられ、上側は取り外し可能な蓋になっていた。帽子を収納する筒と同じように、蝋管の筒は単に「ボックス」と呼ばれた。キャリアの長いコレクターは今でもこの名を使っている。最初期の柔らかい蝋管は、筒の中でさらに厚い綿で包まれていた。後の時代の型押しされた硬い蝋管は綿の裏地がついた箱で販売された。セルロイド管は裏地のない箱で売られていた。これらの保護箱は、ふつう購入後も捨てられることはなく、管を保管するために使用されていた。吹奏楽団を率いるジョン・フィリップ・スーザは、音楽が筒に入れて売られる様子を卑下して「缶詰音楽」と呼んだ。ただしこの表現はマーク・トウェインの表現を借用したものであった。いずれにしても、スーザの楽団も蝋管に演奏を吹き込んで利益を得ることはやめられなかった。
最初期の蝋管ボックスは外装が茶色い紙の地のままであり、会社名のゴム印がされていることもあった。1890年代後半になると、ボックスの外側に一律なデザインの印刷されたラベルを貼るのが普通になった。ラベルには鉛筆でカタログ番号が書かれることもあったが、それ以外に録音内容を推し量る情報はなかった。ボックスの中には蝋管とともにタイトルと演奏者を記載した紙片（スリップ）が入れられていた。初めのうち、スリップの文字は1枚ごとに手書きかタイプライターで書かれていたが、植字コストを賄えるほど蝋管の販売量が増えてくると印刷されたものが一般的になった。蝋管の録音内容にも、通常冒頭にタイトルと演奏者、そしてレコード会社名を口頭で読み上げたものが収録されていた。1903年にエジソン・レコーズが生産した典型的なレコード・スリップでは、情報が印刷された部分を切り取ってボックスの蓋に張り付けるよう書かれていた。もしくは、スリップを丸く切り取って、特製の収納ケースやキャビネットの中の、その蝋管レコードを差しておく棒の先端に貼りつけることもできた。しかし、蝋管を買った者の中でそのような収納ユニットを購入するのは少数派であった。少し経つとレコード番号が蓋に刻印されるようになり、さらに後には、タイトルとアーティスト情報が印刷されたラベルも工場の段階で蓋に取り付けられた。20世紀が始まってまもなく、簡略化された情報が管の一端の縁に刻印もしくは印刷されるようになった。

## 硬質プラスチック蝋管
|  |

1900年、トーマス・Ｂ・ランバートは初期の硬質プラスチックであるセルロイド製の管を大量生産するプロセスの特許を得た。フランスのアンリ・リオレは1893年にすでにセルロイド管を製造していたが、それらは型から生産されるのではなく個々に録音されていた。同年、シカゴのランバート社はセルロイド製シリンダーレコードの販売を開始した。それは落としても破損することがなく、摩耗することなく何千回も再生することができたが、初期に管の色として明るいピンクを選んだのは間違いなくマーケティングミスであった。色は1903年に黒に変更されたが、茶色や青のものも生産された。着色が行われたのは着色剤によって表面雑音が減少したためだといわれている。ワックスと異なり、弾力のない硬質のセルロイドは表面を削って録音し直すことはできなかったが、半永久的に使用できる利点があった。 